# Aiguille de Polset
Aiguille de Polset – szczyt w Alpach Graickich, części Alp Zachodnich. Leży we wschodniej Francji w regionie Owernia-Rodan-Alpy. Należy do masywu Vanoise. Szczyt można zdobyć ze schroniska Refuge de Peclet-Polset (2474 m). Należy do Parku Narodowego Vanoise. roga normalna prowadzi przez lodowiec Gebroulaz.